# 大德镇 (彰武县)
大德镇，是中华人民共和国辽宁省阜新市彰武县下辖的一个乡镇级行政单位。

## 行政区划
大德镇下辖以下地区：
大德村、韩家村、大关家村、来虎村、黄花甸子村和福聚昌村。